# Benadade I
Benadade I foi rei de Arã-Damasco, contemporâneo do rei Asa (r. 910–869 a.C.) do Reino de Judá e de Baasa (r. 909–886 a.C.) do Reino de Israel. Era filho de Tabrimom e neto de Rezom e pai de Benadade II. A pedido de Asa, findou a aliança com Baasa e se aliou com Judá. A assistência foi efêmera, pois Benadade capturou tesouros de Judá e expandiu seu reino às custas dos reinos hebreus.